# Ankalagi (Badalankalagi), Belgaum
Ankalagi (Badalankalagi) là một làng thuộc tehsil Belgaum, huyện Belgaum, bang Karnataka, Ấn Độ.